# Línguas da Itália

Línguas regionais e minoritárias da Itália.

A língua italiana historicamente descende do toscano literário, cujo uso foi iniciado com os grandes escritores Dante, Petrarca e Boccaccio por volta de 1300, e daí evoluiu para o atual italiano, o qual era falado apenas por uma pequena minoria da população no momento da unificação da Itália, em 1861, e depois foi difundida, mediante a instrução obrigatória nas escolas e a contribuição determinante e mais recente da televisão, mesmo que hoje a soma dos falantes de dialetos e dos diglossici (bilíngues, que falam tanto o italiano como os dialetos) supere os italófonos.
Do ponto de vista dos idiomas locais preexistentes, eles conseguiram passar pelo processo no qual a geração sucessiva adquire mais características italianas, processo acelerado sensivelmente devido à ampla disponibilidade de mídia em italiano e à mobilidade da população. Este tipo de troca tem reduzido sensivelmente o uso das línguas regionais, muitas das quais são consideradas em processo de extinção. Paralelamente ao abandono progressivo do uso no âmbito prático, foi observado nos últimos anos a um renascimento das línguas regionais/dialeto no plano cultural e folclorístico em reação ao processo atual de globalização.
Conforme dito anteriormente, o italiano é a língua oficial e mais falada no país. Além dele, doze idiomas adicionais são oficialmente reconhecidos como minorias linguísticas: albanês, catalão, alemão, grego, esloveno, croata, francês, franco-provençal, friulano, ladino-dolomita, occitano e sardo. No entanto, o bilinguismo completo (bilinguismo perfetto) é legalmente concedido apenas ao alemão, ao esloveno e ao francês e promulgado nas regiões de Trentino-Alto Ádige, Friuli-Venezia Giulia e Vale de Aosta, respectivamente.
Segundo os dados estatísticos mais recentes, 44% dos italianos falam exclusiva ou predominantemente o italiano, e 51% o alterna com uma língua regional ou outra língua, e somente 5% falam exclusivamente o dialeto ou outro idioma diferente do italiano.

## Origem dos dialetos italianos

Mapa das línguas da Itália na Idade do Ferro.

Muitas regiões italianas já tiveram um substrato linguístico diferente antes da conquista da Itália pelos romanos: o norte da Itália tinha um substrato celta (essa parte da Itália era conhecida como Gália Cisalpina, cujo significado é "Gália desse lado dos Alpes"), o substrato ligúrico e o substrato vêneto. A Itália central tinha um substrato etrusco e o sul da Itália tinha substratos itálicos e gregos. Tudo isso começou uma diversificação no modo de falar o latim, a língua do Império Romano, originada no Lácio.
Devido à longa história de separação em pequenos Estados e o domínio de regiões por diversas potências estrangeiras (especialmente França, Espanha e Áustria-Hungria) que a Itália sofreu entre a queda do Império Romano do Ocidente em 476 e a unificação italiana em 1861, formou-se uma diversidade linguística.
Entretanto, a maioria dos estados usava ou a língua do dominador como oficial, ou o latim no caso dos estados italianos independentes (como o Vaticano). Raramente era o vernáculo local que era utilizado nos documentos oficiais, e uma gramática formal quase nunca foi implementada na maioria dos vernáculos. Cidadãos que podiam escrever usavam os dialetos para pequenas notas, como fazia Leonardo da Vinci, e o latim apenas para publicações mais importantes.
A síntese de uma língua italiana a partir de vários dialetos era o objetivo principal da vida de Alessandro Manzoni, que buscava a construção de uma língua nacional derivada principalmente do vernáculo de Florença, que ganhou prestígio desde que Dante Alighieri usou tal dialeto na obra "Divina Comédia".
Por outro lado, a expressão "dialetos italianos" é imprecisa, visto que os dialetos não derivam do italiano padrão, mas diretamente do latim falado, frequentemente chamado de "latim vulgar". Então, os tais "dialetos" não são dialetos em si, mas sim idiomas.
Os "dialetos" permanecem como línguas comuns da população até a década de 1950. Com o crescimento progressivo da alfabetização, o italiano padrão tornou-se gradualmente aceito como língua nacional. Até a Segunda Guerra Mundial, as pessoas das classes mais baixas, que não foram à escola ou não tinham uso para a língua nacional, continuaram a usar seus próprios dialetos nas suas vidas diárias. Foi provavelmente nesse período que surgiu a marginalização do uso dos dialetos, pois era um sinal de baixo status social, mas depois tal tendência diminuiu. Entretanto, os dialetos não são usados em público, pois as novas gerações, assim como imigrantes de outras partes da Itália, não conseguem entender a língua regional.

## Uso atual
| Grupo               | População | Língua originária       | Região |
| ------------------- | --------- | ----------------------- | --- |
| Vêneto              | 3.316.819 | Vêneto                  | Vêneto (69,9%), Sardenha (Arborea, Fertilia), Friul-Veneza Júlia                                                                |
| Sardo               | 1.269.000 | Sardo                   | Sardenha (77,48%) |
| Friulano            | 750.000   | Friulano                | Friul-Veneza Júlia (56,32%) |
| Tirolês             | 290.000   | Alemão                  | Trentino-Alto Ádige em Bolzano (65.43%)                                                                                         |
| Occitano            | 178.000   | Occitano                | Piemonte nos vales de Cuneo (4,76%) e Turim, Ligúria em Imperia, Calábria em Guardia Piemontese                                 |
| Sassarese           | 120.000   | Sassarese               | Província de Sassari (36%) |
| Corso gallurese     | 100.000   | Gallurese               | Província de Ólbia-Tempio (64%), Província de Sassari (1,8%)                                                                    |
| Arberesh            | 98.000    | Albanês                 | Sul da Itália, Sicília, Calábria, Apúlia, Molise, Campânia, Basilicata e uma pequena parte em Abruzos                           |
| Francoprovençal     | 90.000    | Francês                 | Piemonte em Turim (0,89%), Vale de Aosta em Aosta (60%), Apúlia em Foggia (0,23%), Língua comum de Guardia Piemontese, Calábria |
| Ladino-dolomita     | 55.000    | Ladino-dolomita         | Trentino-Alto Ádige em Bolzano (4,19%), em Trento (1,69%), Vêneto em Belluno (10%)                                              |
| Esloveno            | 50.000    | Esloveno                | Friul-Veneza Júlia em Trieste (9,6%), Gorizia (8%), Udine (3%)                                                                  |
| Catalão             | 26.000    | Catalão                 | Sardenha em Alghero (60%) |
| Francês             | 20.000    | Francês                 | Vale de Aosta (17,33%) |
| Grego (Grico/Griko) | 20.000    | Grego da Itália         | Calábria em Reggio di Calabria (0,88%) e Apúlia na Grécia Salentina (1,88%)                                                     |
| Lígure tabarchino   | 12.000    | lígure Tabarchino       | Carloforte (87%) e Calasetta (CI) (68%)                                                                                         |
| Bávaro              | 3.100     | alemão (cimbro/mocheno) | Trentino (Trento) |
| Croata              | 2.600     | Croata                  | Molise (0,79%) |
| Carintiano          | 2.000     | Alemão                  | Friul-Veneza Júlia em Udine (0,38%)                                                                                             |
| Cárnico             | 1.400     | Friulano                | Friul-Veneza Júlia, Vêneto em Belluno (0,66%)                                                                                   |
| Tirolês (pusterese) | 700       | Alemão                  | Vêneto, Val Pusteria |
| Romaniska           | 100       | Romaniska               | Sardenha, Isili |

Fonte: Ministero degli Interni del Governo Italiano/rielaborazione da Il Corriere della Sera.